# Canuleius arispa
Canuleius arispa är en insektsart som först beskrevs av John Obadiah Westwood 1859.  Canuleius arispa ingår i släktet Canuleius och familjen Heteronemiidae. Inga underarter finns listade.